# Olympische Winterspiele 1960/Teilnehmer (Frankreich)
| Gelbes Symbol für Goldmedaillen mit stilisierten Olympischen Ringen | Graues Symbol für Silbermedaillen mit stilisierten Olympischen Ringen | Braundes Symbol für Bronzemedaillen mit stilisierten Olympischen Ringen |
| ------------------------------------------------------------------- | --------------------------------------------------------------------- | ----------------------------------------------------------------------- |
| 1                                                                   | —                                                                     | 2                                                                       |

Frankreich nahm an den VIII. Olympischen Winterspielen 1960 im US-amerikanischen Squaw Valley Ski Resort mit einer Delegation von 26 Athleten in sechs Disziplinen teil, davon 18 Männer und 8 Frauen. Jean Vuarnet wurde in der Abfahrt der Männer Olympiasieger und sicherte Frankreich die einzige Goldmedaille bei diesen Spielen. Zwei weitere Bronzemedaillen gewannen Guy Périllat, ebenfalls in der Abfahrt, sowie Charles Bozon im Slalom. Frankreich platzierte sich im Medaillenspiegel auf Rang zehn.
Fahnenträger bei der Eröffnungsfeier war der Skilaufläufer Benoît Carrara.

## Teilnehmer nach Sportarten

### Biathlon
- Victor Arbez
20 km Einzel: 25. Platz (2:01:58,4 h)

- Gilbert Mercier
20 km Einzel: 27. Platz (2:03:16,6 h)

- René Mercier
20 km Einzel: 22. Platz (1:56:13,2 h)

- Paul Romand
20 km Einzel: 28. Platz (2:04:48,4 h)

### Eiskunstlauf
Männer
- Alain Calmat
6. Platz (1340,3)

- Alain Giletti
4. Platz (1399,2)

Frauen
- Nicole Hassler
11. Platz (1272,6)

- Danielle Rigoulot
13. Platz (1253,8)

### Eisschnelllauf
Männer
- Raymond Gilloz
500 m: 18. Platz (42,0 s)
1500 m: 10. Platz (2:14,2 min)
5000 m: 10. Platz (8:11,5 min)

- André Kouprianoff
500 m: 15. Platz (41,5 s)
1500 m: 8. Platz (2:13,3 min)
5000 m: 9. Platz (8:10,4 min)
10.000 m: 11. Platz (16:39,1 min)

Frauen
- Françoise Lucas
500 m: 13. Platz (48,3 s)
1000 m: 14. Platz (1:38,4 min)
1500 m: 17. Platz (2:36,6 min)
3000 m: 15. Platz (5:42,5 min)

### Ski Alpin
Männer
- Charles Bozon
Abfahrt: 8. Platz (2:09,6 min)
Riesenslalom: 9. Platz (1:51,0 min)
Slalom: Bronze  (2:10,4 min)

- Adrien Duvillard
Abfahrt: disqualifiziert
Riesenslalom: 10. Platz (1:51,1 min)
Slalom: disqualifiziert

- Guy Périllat
Abfahrt: Bronze  (2:06,9 min)
Riesenslalom: 6. Platz (1:50,7 min)
Slalom: 6. Platz (2:11,8 min)

- Jean Vuarnet
Abfahrt: Gold  (2:06,0 min)

- François Bonlieu
Riesenslalom: 11. Platz (1:51,2 min)
Slalom: disqualifiziert

Frauen
- Arlette Grosso
Abfahrt: 14. Platz (1:44,2 min)
Riesenslalom: 18. Platz (1:43,9 min)
Slalom: 22. Platz (2:06,8 min)

- Anne-Marie Leduc
Riesenslalom: 8. Platz (1:41,5 min)
Slalom: 17. Platz (2:03,5 min)

- Marguerite Leduc
Abfahrt: 18. Platz (1:45,6 min)
Slalom: 19. Platz (2:04,6 min)

- Thérèse Leduc
Abfahrt: 14. Platz (1:44,2 min)
Riesenslalom: 7. Platz (1:40,8 min)
Slalom: 4. Platz (1:57,4 min)

- Janine Monterrain
Abfahrt: 38. Platz (2:03,0 min)
Riesenslalom: 13. Platz (1:42,4 min)

### Skilanglauf
Männer
- Victor Arbez
15 km: 26. Platz (55:41,1 min)
4 × 10 km Staffel: 7. Platz (2:26:30,8 h)

- Benoît Carrara
15 km: 25. Platz (55:38,5 min)
4 × 10 km Staffel: 7. Platz (2:26:30,8 h)

- René Mandrillon
15 km: 29. Platz (56:01,5 min)
30 km: 25. Platz (2:02:05,3 h)
4 × 10 km Staffel: 7. Platz (2:26:30,8 h)

- Jean Mermet
15 km: 21. Platz (54:44,5 min)
30 km: 19. Platz (1:58:57,9 h)
4 × 10 km Staffel: 7. Platz (2:26:30,8 h)

### Skispringen
- Claude Jean-Prost
Normalschanze: 26. Platz (196,8)

- Robert Rey
Normalschanze: 38. Platz (179,3)